# Prismakaktus
Prismakaktus (Leuchtenbergia principis) är en suckulent, monotypisk växt inom växtsläktet Leuchtenbergia och familjen kaktusar. Andra släkten, exempelvis Mammillaria har utvecklat åsar som brutits upp i vårtlika utskott, men hos Leuchtenbergia har denna struktur utvecklats ytterligare så att varje utskott har knivvassa spetsar. Varje spets avslutas med en samling av vridna, mycket långa, ljusgula, papperslika taggar som sitter i areolerna på spetsen. Blommorna är stora och citrongula och kommer vanligtvis i centrum av utskotten på plantan och oftast kommer endast en blomma åt gången.
Varje utstickande "gren" har ett trekantigt tvärsnitt, därav namnet prismakaktus.

## Förekomst
Prismakaktusen är den enda arten i släktet och förekommer naturligt i norra Mexiko. Arten är sällsynt och placerades på CITES lista Appendix I 1992, men flyttades ner till Appendix II 1996.

## Referenser

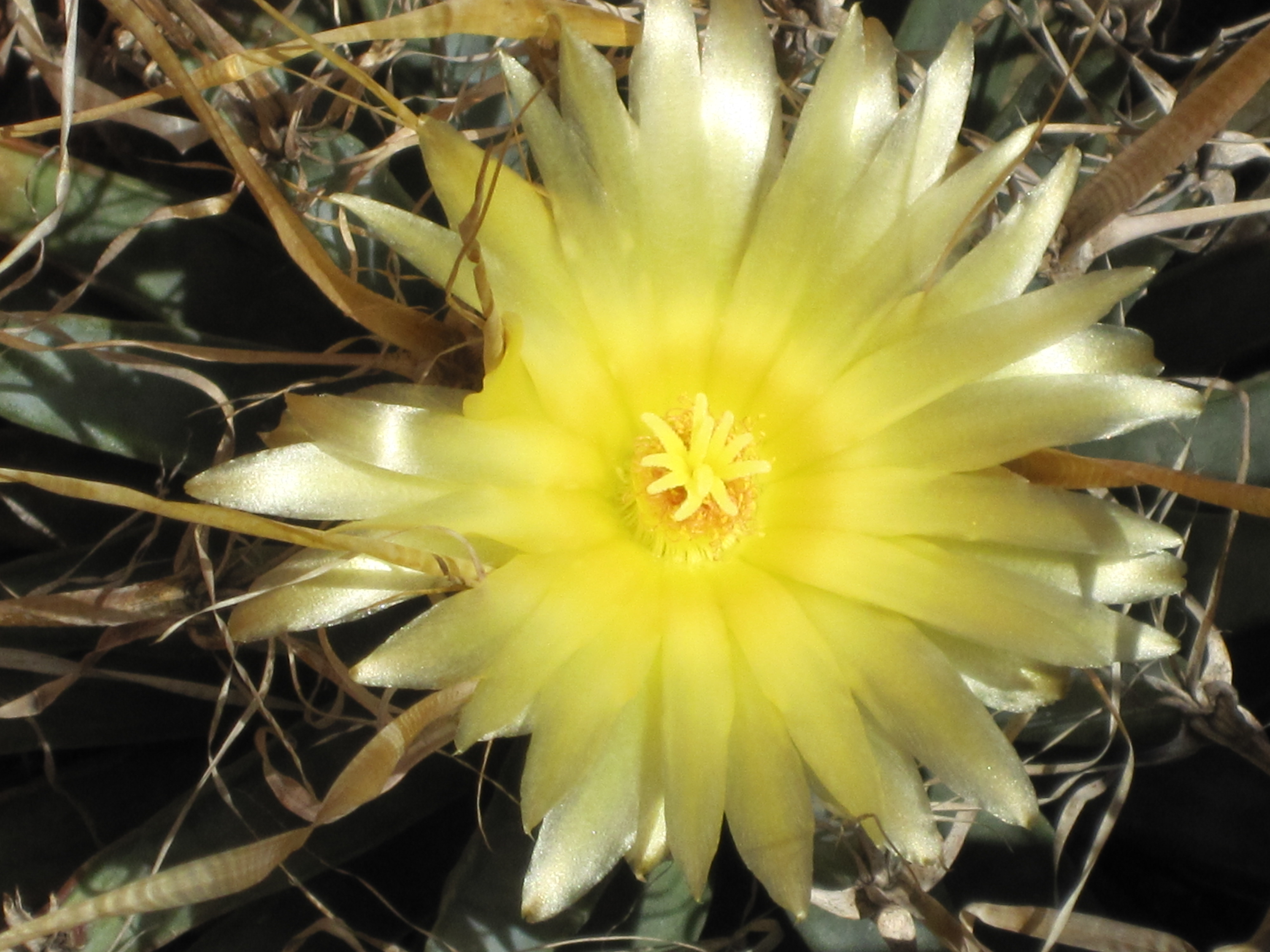
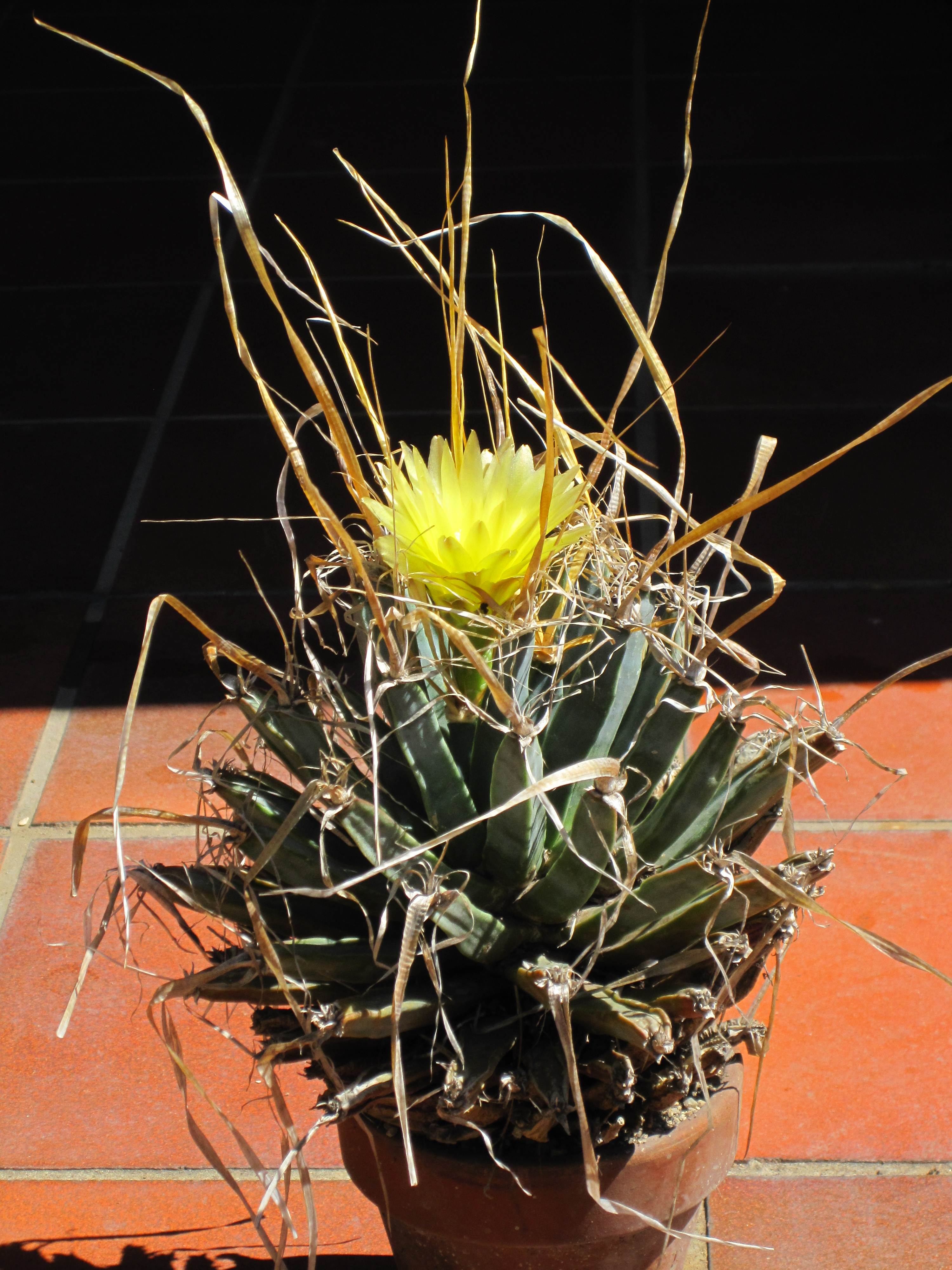
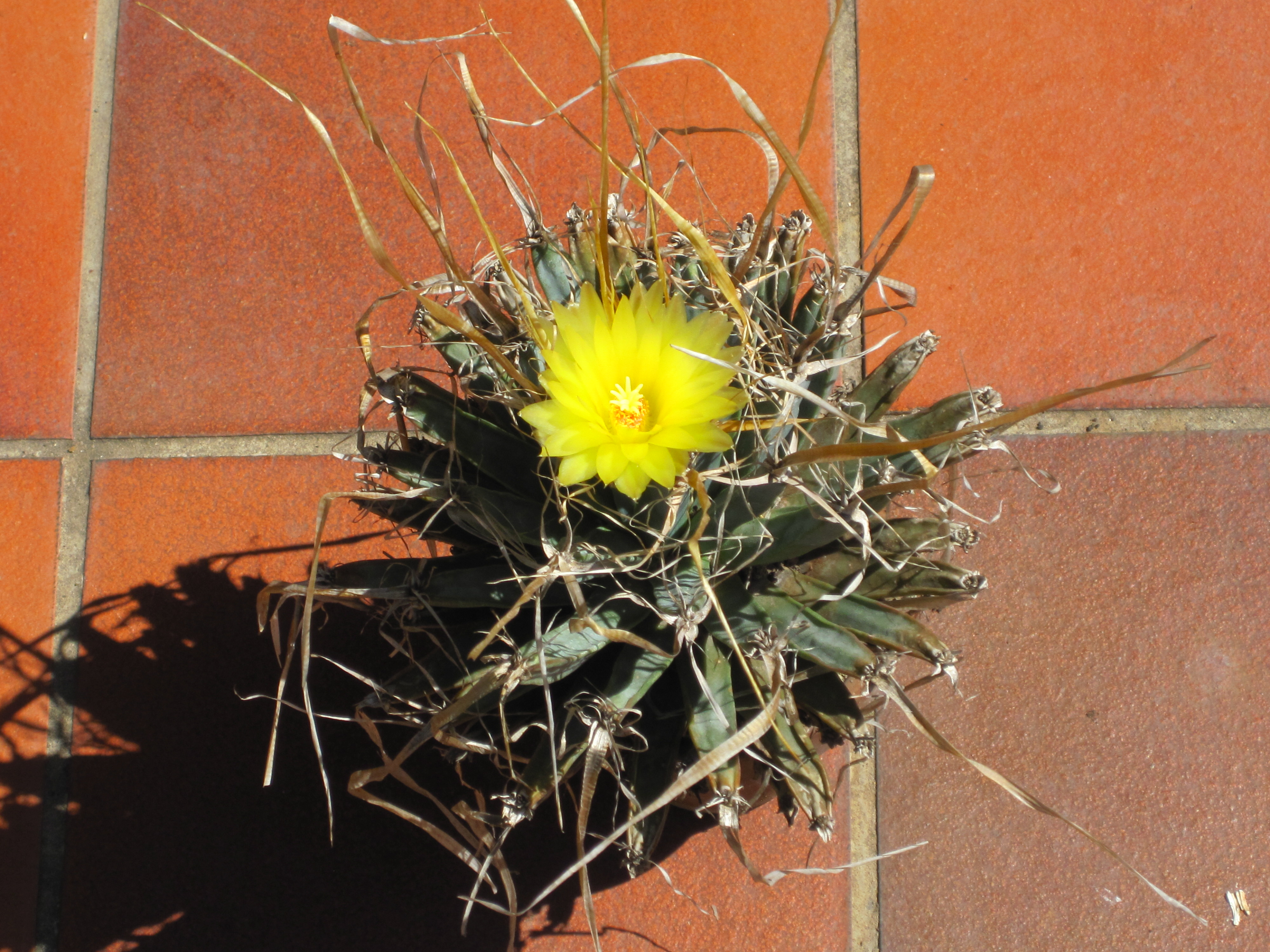
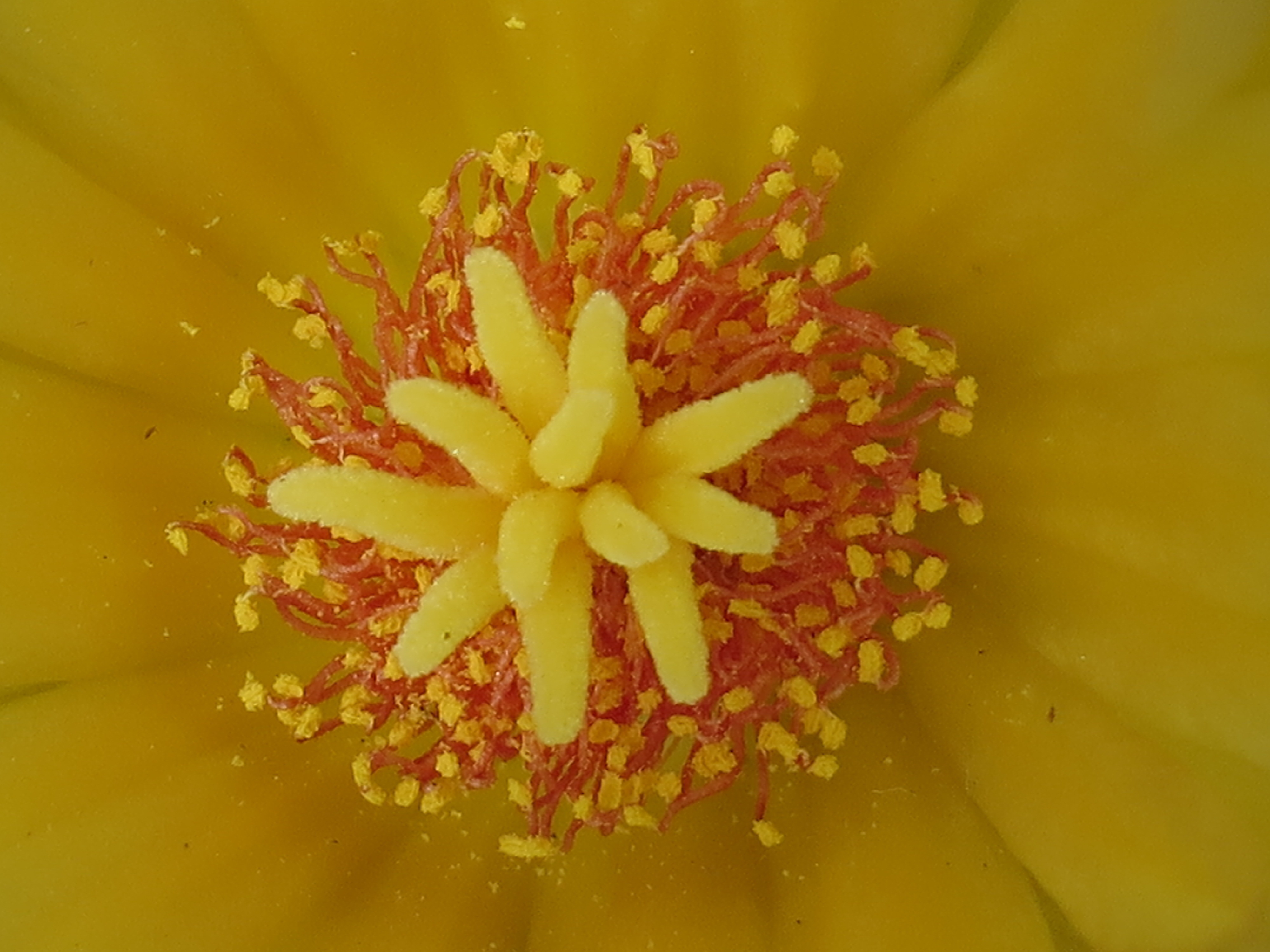
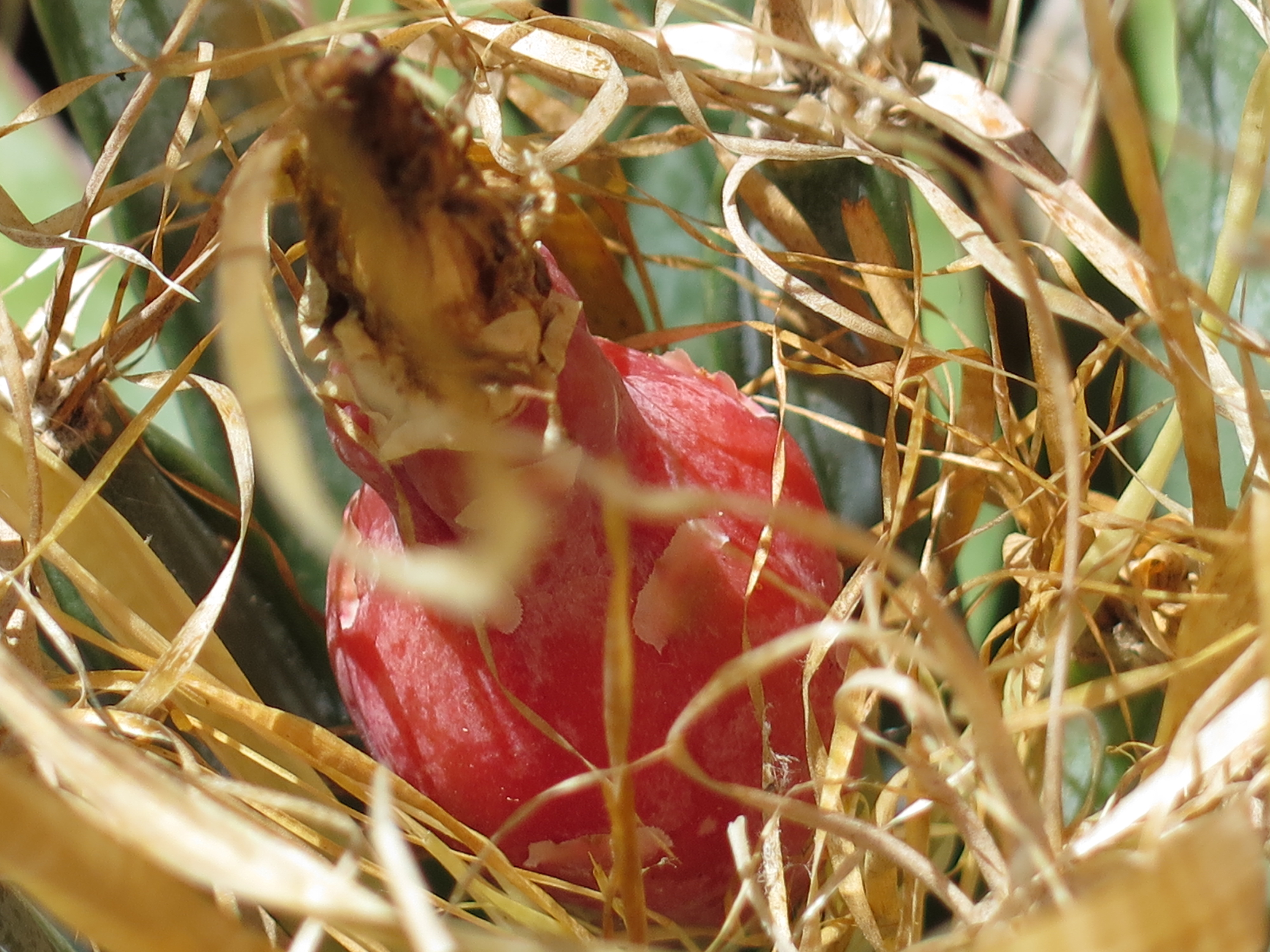

## Odling
Precis som de flesta andra kaktusar så vill Leuchtenbergia ha en sandig humusjord som är väldränerad. Den vill ha mycket solljus och växer ganska snabbt under sommarhalvåret om den får rikligt med vatten, med upptorkning emellan. Under vinterhalvåret bör bevattningen vara mer sparsam och plantan bör placeras så ljust och svalt som möjligt. Den klarar en minimitemperatur på 10 °C om den hålls helt torr. I sin naturliga miljö klarar den ännu lägre temperaturer. Förökning av Leuchtenbergia sker enklast med frö då den inte skickar utskott.